# Химачал-Прадеш
Химача́л-Праде́ш (хинди हिमाचल प्रदेश, «Регион страны снежных гор», МФА: ɦɪmaːtʃəl prəd̪eːʃ ; англ. Himachal Pradesh) — штат (с 1971 г.) на севере Индии. Население 6 856 509 чел. (2011). Площадь 55 673 км². Столица — Шимла (Симла). Соседствует с союзными территориями Джамму и Кашмир и Ладакх на севере, штатами Пенджаб на западе и юго-западе, Харьяна и Уттар-Прадеш на юге, Уттаракхандом на юго-востоке и китайским Тибетом на востоке.
Согласно исследованию Трансперенси Интернешнл 2005 года, Химачал-Прадеш является вторым наименее коррумпированным штатом, после Керала.

## География
На востоке Химачал-Прадеш граничит с КНР (Тибетский автономный район), на юго-востоке с Уттаракхандом, на юге с Уттар-Прадешем и Харьяной, на юго-западе с Пенджабом, на северо-западе и севере с Джамму и Кашмиром и Ладакхом. На севере и востоке протянулись хребты Гималаев (высоты 6-7 тыс. м в пределах штата), на юге — горная цепь Сивалик. Главная река — Сатледж (приток Инда).
Химачал расположен в западных Гималаях. Занимает 55 673 км². Химачал-Прадеш — горный штат с высотами от 350 метров до 6000 м над уровнем моря.
Дренаж состоит из рек и ледников. Гималайские реки пересекают всю горную цепь. Некоторые реки старше, чем горная система.
Химачальские реки впадают и в Инд и в Гангский бассейн. В речную систему входят Чандра-Бхага или Ченаб, Рави, Биас, Сатледж и Джамна. Эти реки питаемы снегом и дождём. Они позволяют расти роскошным гималайским лесам.
В штате ярко выражена высотная зональность.
Климат колеблется от жаркого субтропического на юге и холодного, альпийского в горах севера и востока. В таких местах, как Дхарамсала, очень много дождей, а в Лахул и Спити часто холодно и сухо. В Химачале три сезона: жаркий, холодный и дождливый. Жаркий сезон («лето») продолжается с середины апреля до конца июня; в большей части штата (кроме альпийских зон) в это время тепло — 28-32 °C. Зима продолжается с конца ноября по середину марта. В альпийской части (в основном >2200 м, то есть в высоком Транс-Гималайском поясе) обычны снегопады.

## Флора и фауна
Согласно отчёту 2003 года «Обследование лесов Индии», юридически лесные области составляют 66,52 % территории Химачал-Прадеша, хотя площадь лесного покрова — только 25,78 %. Растительность штата зависит от высоты и увлажнённости.
Южная (низинная) часть штата имеет как тропические и субтропические сухие широколиственные леса, так и влажные тропические леса. Они представлены колючими скрабами вдоль границы с Харьяной и Уттар-Прадешом и влажными тропиками на крайнем юго-востоке. Там встречаются деревья Shorea robusta и Dalbergia sissoo.
По мере подъёма в холмы открываются западногималайские широколиственные леса и гималайские субтропические сосновые леса. В широколиственных лесах растут различные листопадные и вечнозелёные дубы, а в сосновых преобладает сосна Роксбурга. На границе лесной зоны растут западногималайские субальпийские хвойные леса, включающие пихту замечательную, ель Picea smithiana, кедр гималайский (официальное дерево штата) и сосну гималайскую.
На больших высотах растут западногималайские альпийские луга и скраб на северо-востоке и северо-западногималайские альпийские луга и скраб на северо-западе. Деревья там крепкие и с широкой крепкой сетью корней. Основной местной растительностью являются ольха, берёза, рододендрон. Рододендроны встречаются в холмах вокруг Шимлы и цветут с марта по май. На высочайших пиках растительность сменяется камнями и льдом.
Хамачал считается фруктовым штатом из-за своих садов. Пастбища и луга там цепляются за крутые горные скаты. Весной начинают цвести полевые цветы. Культивируются гладиолусы, гвоздика садовая, бархатцы, розы, хризантемы, тюльпаны и лилии. Правительство штата имеет целью сделать Химачал-Прадеш «цветочной корзиной Мира».
В Химачале встречается 1200 видов птиц и 359 видов зверей.
Самые знаменитые: леопард, ирбис (официальное животное штата), горал, мускусный олень и черноголовый трагопан. В штате 12 заповедников и заказников — больше чем в любом другом гималайском районе. Национальный парк Большие Гималаи в Куллу создан для сохранения природы великого Гималайского хребта, тогда как Долина Пин (национальный парк) сохраняет флору и фауну холодной пустыни.

## История
Химачал-Прадеш в древности назывался Дев Бхуми (Местопребывание Богов). История территории, известной ныне как Химачал-Прадеш, уходит в прошлое ко временам Индской цивилизации, процветавшей между 2250 и 1750 до н. э. Такие племена, как койли, хали, даги, дхаугри, даса, кхаса, киннара и кират обитали в регионе с доисторических времён. На протяжении ведийского периода различные маленькие племенные республики, называемые «джанапада», существовали в этом районе и позже были завоёваны империей Гупта. После краткого периода господства императора Харшавардханы регион снова разделился на множество племенных княжеств во главе с вождями, включая несколько раджпутских княжеств. Эти независимые, но слабые царства несколько раз разорялись вторгающимися мусульманами. Махмуд Газневи завоевал Кангру в начале X века. Тимур и Сикандар-шах Лоди прошлись по холмовым княжествам и захватили много фортов, и выиграли много битв. Некоторые холмовые княжества признали сюзеренитет моголов и платили дань.
Гуркхи — воинственное племя, покорившее Непал в 1768 году. Они скопили достаточно сил для расширения владений. Постепенно гуркхи захватили Сирмур (округ) и Шимла. Возглавляемые Амар Сингх Тхапа, гуркхи осадили Кангру. Они смогли победить Сансара Чанда, правителя Кангры, в 1806 с помощью провинциальных вождей. Кангру гуркхи не захватили и она досталась Ранджит Сингху в 1809. Оправившись от поражения, гуркхи стали двигаться на юг. Всё же, раджа Рам Сингх, раджа княжества Сиба вернул форт Сиба, который ранее был завоёван Ранджит Сингхом, в Самвате 1846, во время Первая англо-сикхская война. Они стали конфликтовать с британцами вдоль линии Тераи после чего британцы изгнали их из Сатледжа. Так британцы постепенно стали захватывать область. Восстание 1857 или Сипайское восстание привело к пересмотру британской политики в Индии, поскольку британцы впервые столкнулись со столь яростным сопротивление своей власти и заметили, что жители холмовых княжеств политически неактивны и князья, кроме раджа Бушахра, не проявляли враждебности к британцам, а некоторые даже оказали помощь. Среди них были правители Чамбы, Биласпура, Бхагала, Дхами. А правитель Бушахра действовал против британцев.
После войны с гуркхами британское колониальное правительство захватило штат. Первоначально штат стал частью Пенджаба, за исключением Государства Сиба Пенджабских холмов, которое оставалось под властью Махараджа Ранджит Сингха до 1857.
В 1858 британские протектораты в районе холмов перешли под контроль Короны, в соответствии с манифестом королевы Виктории. Государства Чамбы, Манди и Биласпура прогрессировали во многих областях при британском правлении. На протяжении Первой мировой войны, почти все правители холмов оставались верны короне и поставляли материалы и людей. Это были такие княжества, как Кангра, Джасван, Датарпур, Гулер, Нирпур, Чамба, Сукет, Манди и Биласпура.
После обретения независимости 15 апреля 1948 в должность вступил Главный комиссар провинции Химачал-Прадеш в результате интеграции 28 мелких княжеств (включая вассальные и заилдарские) в отрогах Западных Гималаев, в целом называемые «Штаты Холмов Шимла и четыре южных пенджабских холмовых штата». Был издан Химачал-Прадешский административный ордер, 1948 года подразделов 3 и 4 Акта об экстра-провинциальной юрисдикции 1947 (позднее переименованного в Акт об иностранной юрисдикции, 1947 согласно A.O. 1950). В 1950 Химачал был провозглашён союзной территорией. Биласпур включён в Химачал-Прадеш 1 апреля 1954 «Актом о Химачал-Прадеше и Биласпуре (новый штат) 1954». Химачал стал частью «C» штата 26 января 1950 с введением Конституции Индии и Лт. Губернатор был учреждён. Законодательное собрание было избрано 1952. Химачал стал Союзной территорией 1 ноября 1956. Следующие территории Пенджаба: Симла, Кангра, Кулу и Лахул и Спити, Налагарх техсил из округа Амбала, Лохара, Амб и Уна канунго округа, некоторые территории Сантокхгарха канунгро округа и некоторые другие земли Уна техсила из округа Хошиарпура, кроме того некоторые части Дхар Калан Канунго округа из Патханкота тахсила из округа Гурдашпур; были присоединены к Химачал-Прадешу 1 ноября 1966 на основании «Акта о реорганизации Пенджаба» 1966 года, изданного Парламентом. 18 декабря 1970 Парламент издал «Акт о штате Химачал-Прадеш» и 25 января 1971 штат был создан. Он стал 18-м штатом Индийского Союза.

## Правительство
Законодательное собрание Химачал-Прадеш имеет до-конституционную историю. Штат был создан после обретения Индией независимости. Он был создан 15 апреля 1948 за счёт интеграции 30 бывших княжеств в штат.
Правительство формируется законодательным собранием по принципу представительной демократии, полномочия схожи с другими правительствами штатов. Избирательное право предоставляется жителям. Легислатура состоит из выборных представителей и таких лиц как Спикер и Вице-Спикер, которых избирают представители. Заседание открывается Спикером или Вице-Спикером при отсутствии спикера. Судебная власть осуществляется Высоким судом Химачал-Прадеша и системой нижних судов. Исполнительная власть возложена на совет министров во главе с Главным министром, хотя титульным главой является Губернатор. Губернатор — Глава субъекта, назначаемый президентом. Глава партии большинства в парламенти штата назначается губернатором на пост главного министра, по представлению главного министра губернатор назначает совет министров. Совет министров отчитывается перед законодательным собранием. парламент однопалатный с 68 членами законодательного собрания (ЧЗС) (Members of the Legislative Assembly или MLA). Избираются сроком на пять лет, кроме случаев досрочного роспуска. Вспомогательная (местная) власть именуется панчаяты, они формируют собрания для управления местными делами.
Преобладают две партии: Бхаратия джаната парти (BJP) и Индийский национальный конгресс (INC), они не имеют реальных конкурентов. В 2003, на выборах победил INC и Вирбхадра Сингх был избран главным министром штата. На выборах в декабре 2007, BJP обеспечила себе победу. BJP победила 41 из 68 мандатов, тогда как Конгресс только 23 из 68. BJP-ский Прем Кумар Дхумал стал главным министром Химачал-Прадеша 30 декабря 2007.

### Главные министры Химачал-Прадеша
- Яшвант Сингх Пармар
- Тхакур Рам Лал
- Шанта Кумар
- Вирбхадра Сингх
- Прем Кумар Дхумал

## Демография и языковая ситуация
| 1951      | 1961      | 1971      | 1981      | 1991      | 2001      |
| --------- | --------- | --------- | --------- | --------- | --------- |
| 2 386 000 | 2 812 000 | 3 460 000 | 4 281 000 | 5 171 000 | 6 077 900 |

Основные языки — кангри, пахари, пенджаби и хинди, основные религии — индуизм, ислам, буддизм и сикхизм. В западной части штата, в Дхарамсале, находится резиденция Далай-ламы.
К 2001 году население штата составляло 6 077 900 человек. Это число включает население всего Киннаура, где перепись не проводили из-за стихийного бедствия. 21-е место штата по населению не изменилось с прошлой переписи. Прирост населения 17,53 % между 1991—2001. На 970 женщин приходится 1000 мужчин, тогда как раньше было 976. Общий уровень грамотности вырос до 77,13 % с 63,94 % в 1991. Суммарный коэффициент рождаемости — 1,9, очень низкий для Индии, и ниже 2,1, необходимого для стабильности населения. В мае 2011 года в Индии прошла новая перепись населения. По этой переписи население штата составляет 6 856 509 человек.
Основные этносословные группы: брахманы, гуджары, ратхи, джаты, раджпуты гаддийцы, гхирты, канет и коли. Гхирты живут в округе Кангра. В Химачале издавна живёт много тибетцев Химачал — самый индуистский штат: 95 % индуистов. Остальные буддисты и сикхи. Лахаули в регионе Лахул и Спити в основном буддисты. Сикхи живут в городках и городах, так в Уне их всего 10 %, хотя округ прилегает к Пенджабу и 17 % в Шимла, столицы штата. Буддисты в основном коренные жители Лахул и Спити, где их 60 % и в Киннаур, где их 40 %, в основном коренные, но есть и беженцы из Тибета.
Главные разговорные языки включают хинди, пенджаби, махасуй, куллюй, лахаули, киннаури, чамбаяли, сирмаури, годжри (от гуджаров), биласпури, пахари, догри, кангри.
Ожидаемая продолжительность жизни уроженцев штата 62,8 лет (выше чем 57,7 лет в среднем по стране) за период 1986—1990. Младенческая смертность составила 62 в 1999 и средняя рождаемость снизилась с 37,3 в 1971 до 22,6 в 1998, что ниже среднего по стране 26,5 в 1998. Уровень смертности был 7,7 в 1998. Грамотность выросла на 34,65 % с 1981 к 2001.
Сино-тибетские языки, употребляемые в Химачале: сунам 558 (1998), гахри 4 000 (1997), джангшунг 1 990 (1998), канаши 1 400 (2002 Чаухан), киннаури 48 778, бхоти 6 000 (1998), читкули 1 060 (1998), паттани 11 000 (1997), шумчо 2 174 (1998) и тукпа 723 (1998).

## Административно-территориальное деление
Штат делится на 12 округов. Столица штата — город Шимла, в прошлом бывший летней столицей Британской Индии.
Округа — административно-территориальные образования, возглавляемые Deputy Commissioner или Окружным Магистратом, офицером Индийской административной службы. Этот чиновник имеет штат помощников из административной службы Химачала или других служб штата. Каждый округ делится на под-округа, возглавляемые Суб-окружным Магистратом, и те делятся на блоки. Блоки состоят из панчаятов (сельских советов) и городских муниципалитетов. A подполковник полиции, офицер индийской полиции следит за законом и порядком, и некоторыми другими вопросами, ему помогают сотрудники полицейской и других служб.

## Экономика
Химачал-Прадеш имеет один из высочайших уровней дохода на душу населения по стране. Химачал поставляет электроэнергию со своих гидроэлектростанций в Дели, Пенджаб и Раджастхан. Экономика региона базируется на гидроэлектроэнергетике, туризме и сельском хозяйстве.
| Валовый внутренний продукт в текущих ценах в миллионах в индийских рупиях |           |
| Год                                                                       | ВВП штата |
| 1980                                                                      | 7 940     |
| 1985                                                                      | 13 720    |
| 1990                                                                      | 28 150    |
| 1995                                                                      | 66 980    |
| 2000                                                                      | 135 900   |
| 2005                                                                      | 230 240   |
| 2007                                                                      | 254 350   |

Эра пленирования началась в штате в 1948 вместе с остальной Индией. Первая Пятилетка получила 52,7 млн рупий для Химачала. Химачал горный и относительно изолированный штат, поэтому более 50 % этой суммы потратили на строительство дорог в отдалённых местах штата, что должно помочь развитию экономики. И это помогло: теперь Химачал на 4-м месте по ВВП среди штатов.
Сельское хозяйство даёт более 45 % продукции штата, это основной источник дохода и сфера занятости. Больше 93 % зависит от сельского хозяйства и в нём занято 71 % трудоспособного населения.
Основные культуры: пшеница, маис, рис, ячмень, картофель.
Химачал обладает богатым наследием ремесла. Включая шерсть и кашемировые шали, ковры, серебро и изделия из метала, вышивка, плетение сандалий, рисунки в стиле Кангра и Гомпа, резьба по дереву, браслеты из конского волоса и другие предметы обихода. Сейчас ремесленники имеют возможность продавать свои изделия в другие штаты, а также на экспорт за рубеж, поэтому ремесло, пострадавшие после прихода промышленности, медленно развивается.
Предприятия текстильной промышленности и промышленности стройматериалов. Основной вид транспорта — автомобильный, хотя Шимла связана с другими штатами также и железнодорожным сообщением. Шимла — горный курорт, во времена британцев считалась «летней столицей Индии».
Химачал очень богат гидроэнергией. Штат имеет около 25 % национального потенциала в этой области. Подсчитано, что около 20 300 МВ можно выработать в штате, построив различные гидроэлектростанции на реках. Это единственный штат в Индии, который для достижения этой цели открыл счёт в банке для каждой семьи.
В текущих ценах общий ВВП был оценён в 254,35 млн рупий, против 230,24 млн за 2004-05 год, то есть рост в 10,5 %.

## Транспорт
В холмах Химачал-Прадеша дороги являются единственным средством сообщения разных мест. Государственная сеть дорог тянется на 28 808 км, в том числе 8 национальных шоссе (National Highway — NH) которые тянутся на 1234 км. Некоторые дороги закрываются зимой и в муссонный сезон из-за снегопадов и оползней. Автобусное сообщение (регулярное) соединяет Шимла и Чандигарх, Куллу, Манали, Дели, Манди, Патханкот, Амбала, Чаил и Дехрадун. Местное такси также обеспечивает перемещение между городами в штате. Округ Хамирпур имеет высочайшую плотность дорог в стране.
Железная дорога доступна в немногих местах Химачала. Линия Патханкот-Джогиндернагар соединяет Пенджаби Химачал. Другая ж.-д. идёт через Шимлу, Солан и Уну. Шимла соединена с Калка узкой колеёй, которая затем связана с другими железными дорогами Индии. В Химачале две узкоколейные железные дороги. Железная дорога Калка-Шимла имеет длину 96 км, но проходит через 102 туннеля и 864 моста.
В штате три местных аэропорта — Шимлский аэропорт, Бхунтарский аэропорт обслуживающий Куллу и Манали, и Гаггалский аэропорт для Кангры и Дхарамсалы. Постоянные рейсы совершаются в Дели и Чандигарх. Международных аэропортов в штате нет. Деккан, Эйр Индиа, MDLR летают из Дели, Чандигарха в Куллу и обратно. Jagson Airlines летает из Дели в Шимлу.

## Культура
Химачал — один из нескольких штатов, имеющих территории, не подвергшиеся хозяйственному использованию. Но с развитием технологии штат меняется очень быстро.
Он мультиконфессионален, мультикультурен, и, как и другие штаты, многоязычен. Самые распространённые языки — хинди, пахари, догри, мандиалли, кангри, годжри и киннаури. Кастовые общины штата: брахманы, раджпуты, гуджары, гадди, «гриты (чоудхари)», канеты, ратхи и коли. Есть и народы, сохранившие замкнутые родственные группы: киннауры, пангавалы, сулехрия, и лахаули.
Штат славится своими ремёслами. Ковры, выделка кожи, шали, металл, дерево и рисунки стоит оценить. Пашминовые платки идут на экспорт. Химачальцы изготавливают интересные шляпы. Холодные горные зимы научили химачальцев изготавливать тёплую одежду из шерсти. Ткатцкий станок есть почти в каждой семье. Шерсть высоко ценится и считается ритуальной тканью. Пашминовыми шалями особенно славится Куллу, где на них изображают изумительные картины и цветы. В Кангре и Дхарамсале рисуют картины в стиле «кангра».
Местная музыка и танцы отражают культурную идентичность штата. Танцы и музыка — это как молитва богам во время праздников. В Химачале празднуют как всеиндийские, так и местные праздники, а также устраивают ярмарки.
Шимла, столица штата, обладает единственным во всём регионе естественным катком.
Повседневная пища химачальцев очень похожа на повседневную пищу других северных индийцев. Они едят чечевицу, бульоны, рис, овощи и хлеб. Химачальские блюда — патир, чоук, бхагджэри, джхоул, патрод, сидку, бедуан, чутней, мадра, кхатти-дал, кхатта и амбуа, мадра, пахари-алу и пахари-мургх.
Знаменитости, считающиеся химачальцами: Далип Сингх Рана, Анупам Кхер, Пури, Амриш (учился), Прем Чопра (вырос здесь), Мохит Чаухан, Ананд Шарма, Третий верховный судья шеф-юстиции и бывший премьер-министр Кашмира (1947) Мехр Чанд Махаджан, экономист и бывший вице-президент Всемирного банка Шахид Джавед Бурки, Притам Сингх, Прити Зинта, Кангна Ранаут, Намрата Сингх Гуджрал, Санянанда Стокс, писатель Идрис Шах, орнитолог Алан Октавиан Юм (жил здесь), пакистанский генерал Зия-уль-Хак, Мухаммед и президент Афганистана Хамид Карзай, который учился в Шимле.

## Образование
Химачал считается одним из традиционных центров образования. Хима значит «снег» на санскрите. Здесь жил великий индийский учёный Ачарья Дивакар Датт Шарма.
Химачал-Прадеш — один из самых образованных штатов Индии. Хамирпур — округ с самым большим уровнем грамотности в штате. Женская грамотность также растёт. Химачальские ВУЗы известны по всей Индии.
Самые важные ВУЗы Химачал-Прадеша: Indian Institute of Technology Mandi, Himachal Pradesh University Шимла, National Institute of Technology Hamirpur, Central University в Кангре, Jaypee University of Information Technology в Вакнагхате, Chitkara University в Солане. CSK Himachal Pradesh Krishi Vishwavidyalya Palampur — один из самых известных сельскохозяйственных институтов в мире. Dr. Yashwant Singh Parmar University of Horticulture and Forestry — уникален для Индии, так как в нём готовят специалистов в области садоводства, лесного хозяйства и смежных дисциплин.
Правительство разрабатывает несколько программ по усилению образования в штате. За счёт правительства штата вскоре[когда?] будет открыто три медицинских колледжа.
В штате большее 10 000 начальных школ, 1000 средних школ и более чем 1300 высших школ.
Правительство штата намерено добиться обязательности начального образования, штат уже в силах дать начальное образование всем детям.
Химачал знаменит Медицинским Колледжом им. Индиры Ганди и Химачальским стоматологическим колледжом, который считается первым стомотологическим институтом Индии.
Образовательные учреждения Химачала поддерживают и национальное искусство. Читерская школа искусства хранит традиции кангрской миниатюры.

### Университеты
| Название                                                          | Подчинение                      | Местонахождения            |
| ----------------------------------------------------------------- | ------------------------------- | -------------------------- |
| Indian Institute of Technology Mandi                              | Институт национального значения | Манди                      |
| National Institute of Technology, Hamirpur                        | Институт национального значения | Хамирпур                   |
| Central University of Himachal Pradesh                            | Центральный университет         | Дехра Горипур и Дхарамсала |
| Himachal Pradesh University                                       | Университет штата               | Шимла                      |
| Dr. Yashwant Singh Parmar University of Horticulture and Forestry | Университет штата               | Науни                      |
| CSK Himachal Pradesh Krishi Vishwavidyalya                        | Университет штата               | Палампур                   |
| Jaypee University of Information Technology                       | Частный                         | Вакнагхат                  |
| Eternal University                                                | Частный                         | Бару Сахиб                 |
| Chitkara University                                               | Частный                         | Баротивала                 |
| Arni University                                                   | Частный                         | Индора                     |
| Shoolini University of Biotechnology and Management Sciences      | Частный                         | Солан                      |
| Baddi University of Emerging Sciences and Technology              | Частный                         | Бадди                      |
| Sri Sai University                                                | Частный                         | Палампур                   |
| Indus International University                                    | Частный                         | Уна                        |
| Manav Bharti University                                           | Частный                         | Кумархатти                 |
| Bahara University                                                 | Частный                         | Солан                      |

## СМИ и коммуникации
Несмотря на удалённость от столицы в Химачале очень активное сообщество журналистов и издателей. На каждом языке выходит несколько газет и журналов, которые можно встретить в большинстве хиндо-язычных штатов. Радио и ТВ широко распространены в штате и судя по количеству людей, занятых в этой области, в штате много постоянных радиослушателей и телезрителей.
В штате публикуются национальные и местные газеты: The Telegraph, The Statesman, Asian Age, Hindustan Times, Punjab Kesari (Пунджаб Кесари), Amar Ujala (Амар Уджала), Divya Himachal (Дивья Химачал) и The Times of India. Местные газеты выходят на Хенди, Пенджаби и Непали.
«City channel» — телевизионный канал. Новости штата, Индии и мира, развлекательные программы, ток-шоу и т. д. Doordarshan — государственная телевизионная кампания. Кабельное «Multi system operator» предоставляет смесь Непали, хинди, английского, и международных каналов. Всеиндийское радио публичная радиостанция. Частное FM-радио доступно в Шимле и других городах. Bharat Sanchar Nigam Limited, Reliance Communications, Tata Teleservices, Tata DoCoMo, Aircel, S Tel, Vodafone, Idea Cellular и Airtel доступные мобильные операторы. Broadband доступен в городах и предоставляется государственными и частными компаниями. Коммутируемый доступ обеспечивается государственной BSNL и другими поставщиками.

## Карточка штата
Источник: Департамент информации и публичных отношений.
| Площадь                                           | 55 673 км²                                                                        |
| Население (2001)                                  | 6 077 900 чел.                                                                    |
| Мужчин                                            | 3 087 940                                                                         |
| Женщин                                            | 2 989 960                                                                         |
| Плотность                                         | 109                                                                               |
| Уровень полов                                     | 968                                                                               |
| Сельское население                                | 5 482 319                                                                         |
| Городское население                               | 595 581                                                                           |
| Население узаконенных каст                        | 1 502 171                                                                         |
| Население узаконенных племён                      | 244 587                                                                           |
| Уровень грамотности                               | 77,13 %                                                                           |
| Мужская грамотность                               | 86,02 %                                                                           |
| Женская грамотность                               | 68,08 %                                                                           |
| Округов                                           | 12                                                                                |
| Подразделений                                     | 52                                                                                |
| Техсилов                                          | 75                                                                                |
| Под-техсилов                                      | 34                                                                                |
| Блоков развития                                   | 75                                                                                |
| Городов                                           | 57                                                                                |
| Панчаятов                                         | 3 243                                                                             |
| Панчаят смитис                                    | 75                                                                                |
| ЗХила паришад                                     | 12                                                                                |
| Органы местного самоуправления городского типа    | 53                                                                                |
| Нагар Нигам                                       | 1                                                                                 |
| Нагар Паришад                                     | 20                                                                                |
| Нагар Панчаятс                                    | 32                                                                                |
| Переписанных деревень                             | 20 118                                                                            |
| Обитаемых деревень                                | 17 495                                                                            |
| Организация здравоохранения                       | 3 835                                                                             |
| Организаций образования                           | 17 000                                                                            |
| Машинных дорог                                    | 30 000 км                                                                         |
| Национальных хайывэев                             | 8                                                                                 |
| Гидроэнергетический потенциал (выявленный)        | 20,787 МВ в 5 речных бассейнах т.e. (Ямуна, Сатлудж, Бис, Рави, Ченаб и Химурджа) |
| Potential harnessed (?)                           | 6353.12 МВ                                                                        |
| Производство пищевого зерна                       | 1 579 000 тонн                                                                    |
| Производство овощей                               | 900 000 тонн                                                                      |
| Производство фруктов                              | 1 027 000 тонн                                                                    |
| Доход на душу населения                           | 36 783 (2006—2007) ожидаемый                                                      |
| Социальное обеспечение пенсионное                 | 237 250 человек, Ежегодные расходы: более. 60 крор                                |
| Инвестиции в промышленность                       | . 27 380/- крор, Возможности трудоустройства: более 337 391                       |
| Создание рабочих мест в правительственном секторе | 80 000                                                                            |